# Canobie Lake Park
Canobie Lake Park is een attractiepark gelegen in Salem, New Hampshire, Verenigde Staten. Het park is geopend op 23 augustus 1902 door het voormalige trambedrijf Massachusetts Northeast Street Railway Company en is een van de weinige nog bestaande trolley parken.

## Achtbanen

### Huidige achtbanen
| Naam              | Bouwer                         | Jaartal Geopend |
| ----------------- | ------------------------------ | --------------- |
| Dragon            | Zamperla                       | 1991            |
| Untamed           | Gerstlauer                     | 2011            |
| Yankee Cannonball | Philadelphia Toboggan Coasters | 1936            |

### Verdwenen achtbanen
| Naam               | Bouwer              | Jaartal Geopend | Jaartal gesloten |
| ------------------ | ------------------- | --------------- | ---------------- |
| Canobie Corkscrew  | Arrow Dynamics      | 1987            | 2021             |
| Figure 8           | Frederick Ingersoll | 1902            | 1933-1935        |
| Jr. Roller Coaster | Onbekend            | Jaren 70        | Ongeveer 1984    |
| Rockin' Rider      | S.D.C.              | 1970            | 2004             |
| Wild Mouse         |                     | Onbekend        | Onbekend         |